# Mohanpur (Uttar Pradesh)
Mohanpur – miasto w północnych Indiach w stanie Uttar Pradesh, na Nizinie Hindustańskiej.
Populacja miasta w 2001 roku wynosiła 5 299 mieszkańców.